# The Warriors: Street Brawl
The Warriors: Street Brawl est un jeu vidéo de type beat them all développé par CXTM et édité par Paramount Digital Entertainment, sorti en 2009 sur Windows, Mac et Xbox 360.
Il est basé sur le film Les Guerriers de la nuit et fait suite à une première adaptation en 2005, The Warriors.

## Accueil
- IGN : 3,3/10[1]